# Albert Bausil
Pour les articles homonymes, voir Bausil.
Albert Bausil, né à Castres (Tarn) le 16 décembre 1881 et mort à Perpignan (Pyrénées-Orientales) le 3 mars 1943, est un écrivain et journaliste français. Il est un acteur important de la vie culturelle des Pyrénées-Orientales dans la première moitié du XXe siècle.

## Biographie
S'étant installé à Perpignan comme directeur de théâtre, il y écrit dans plusieurs journaux, dont Le Cri catalan qu'il dirige à partir de 1909, puis Le Coq catalan, journal qu'il fonde en 1917 et qu'il dirige jusqu'à sa mort en 1943. Il fut le maître en poésie (et probablement l'amour de jeunesse) de Charles Trénet.

## Publications

### Poésie
- Primeroses et rimes roses (1905)
- Hymnes de France (Campagne 1914-1915), Perpignan, Edition du "Cri Catalan", Barrière & Cie Editeurs, 1916 (lire en ligne).
- La terrasse au soleil, Perpignan, Edition du "Coq Catalan", Imprimerie Ch. Latrobe, Barrière & Cie successeurs, 1921 (lire en ligne).
- La Neuvième offrande : poèmes liminaires, Perpignan, Edition du "Coq Catalan", Barrière & Cie, 1923, 29 p. (lire en ligne).
- Poèmes d'amour et d'automne (1928)
- Le matelas de nuages, Perpignan, Editions du Coq Catalan, 1936, 40 p. (lire en ligne).

### Théâtre
- La Blouse, comédie en un acte (1910)
- Petit roi, pièce en trois actes (1912)

### Récit
- Pèl mouchí, histoire d'un petit garçon (1936)

### Essai
- (avec Jean Vidal) Le Rugby catalan : 25 années de sport au pays du soleil (1924)
- La fontaine du pèlerin : images de Font-Romeu, Perpignan, Imprimerie catalane Comet, 1925 (lire en ligne).
- La joie de vivre. Conférence donnée le 10 mars 1925, sous les auspices de "La Décentralisation Littéraire" avec le concours de Madeleine Roch de la Comédie Française. Édition du "Coq Catalan", 1925.